# 波赫丹尼夫卡 (鮑里斯皮爾區)
50°13′4″N 32°0′46″E / 50.21778°N 32.01278°E
波赫丹尼夫卡（羅馬化：Bohdanivka）是位於烏克蘭北部的村莊，由基辅州鲍里斯皮尔区的亞霍滕市鎮負責管轄。該村始建於1730年，面積3.5平方公里，海拔高度126米，2001年人口782，人口密度每平方公里223.4人。